# 阿里山25噸級柴油機車

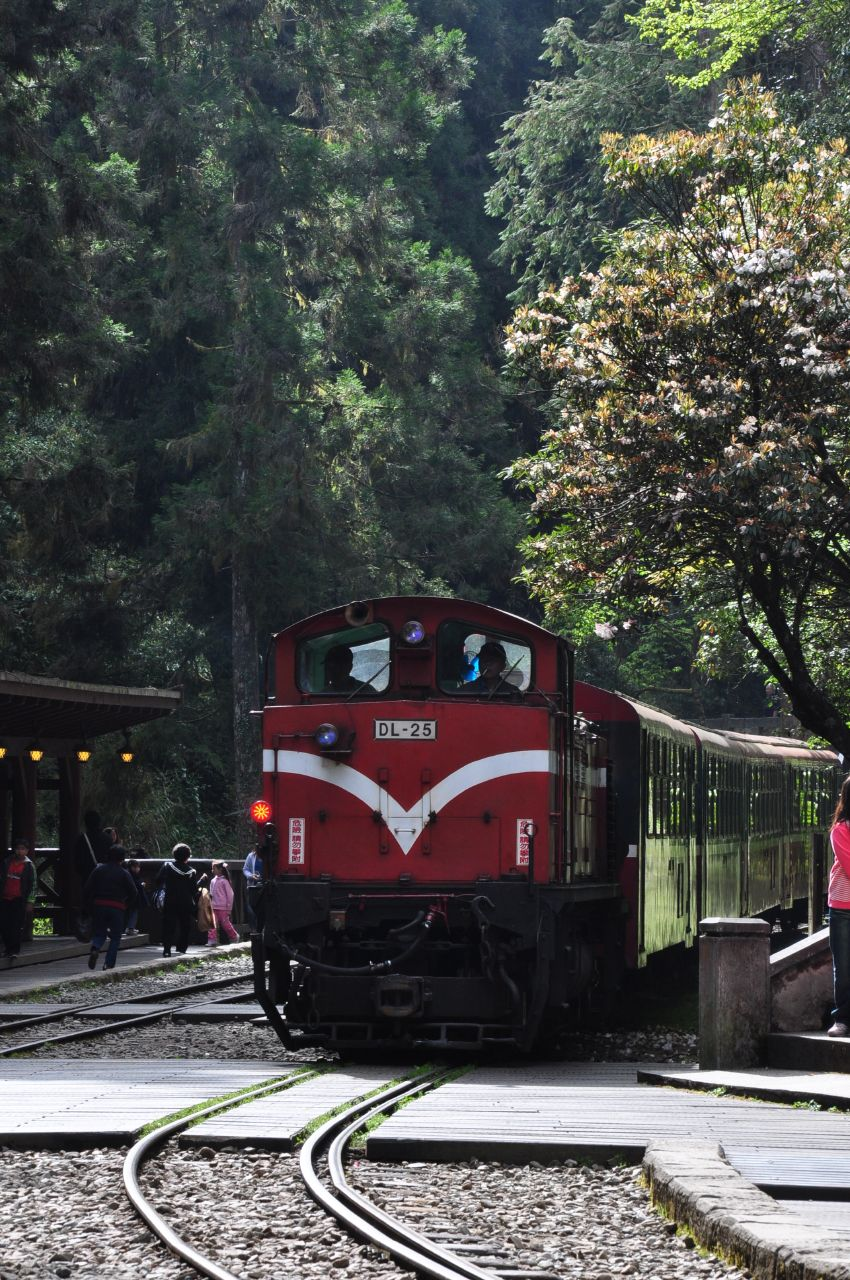
於阿里山神木車站的DL-25

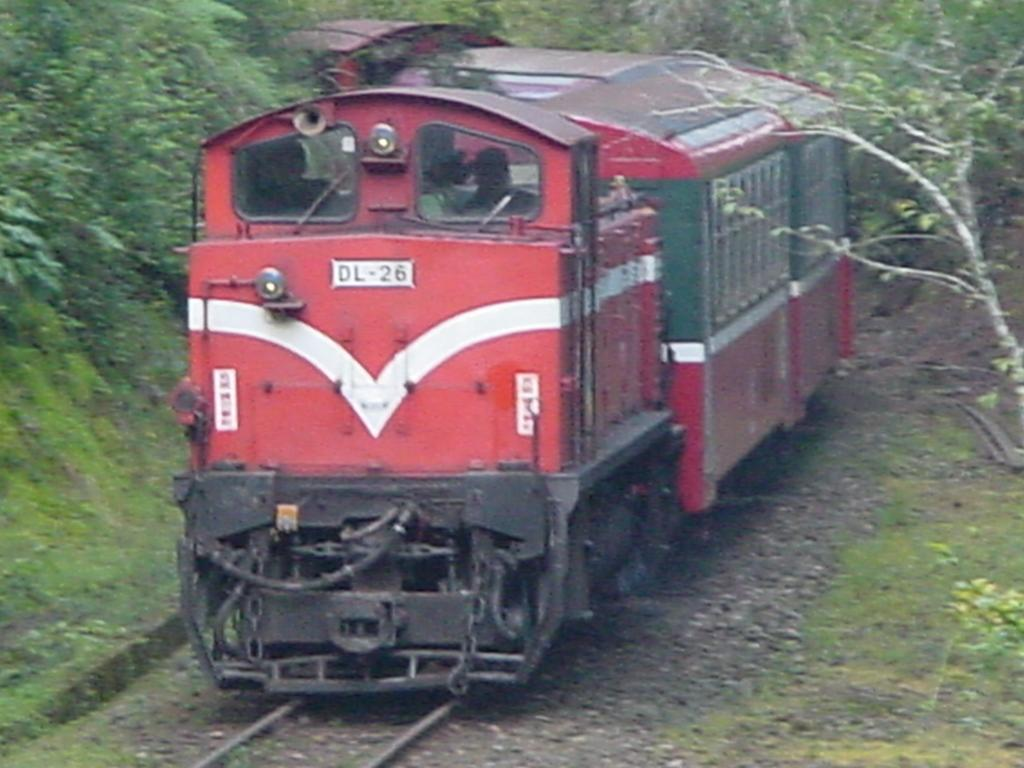
行駛於阿里山祝山支線的DL-26

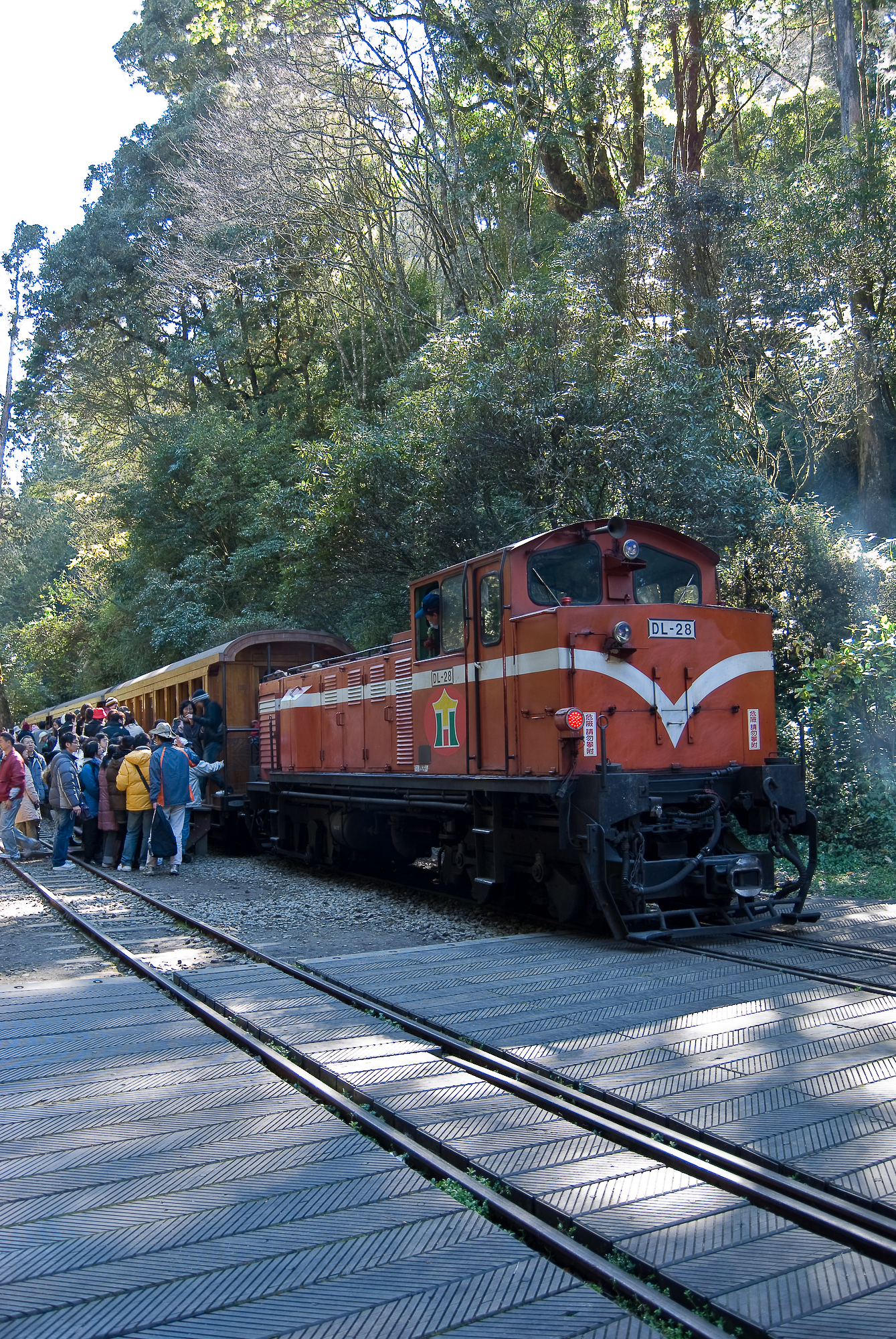
於阿里山神木車站的DL-28

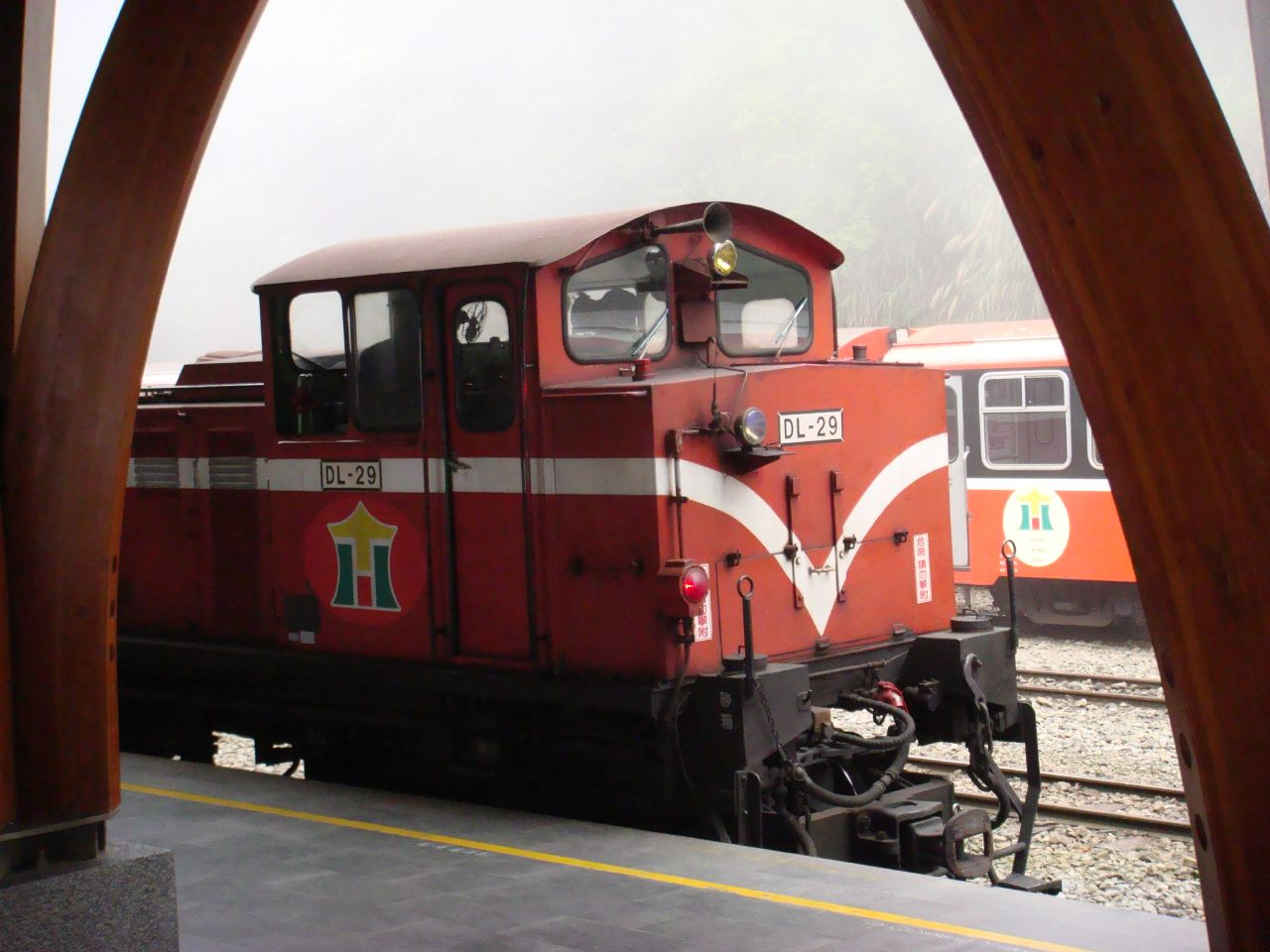
於阿里山車站的DL-29

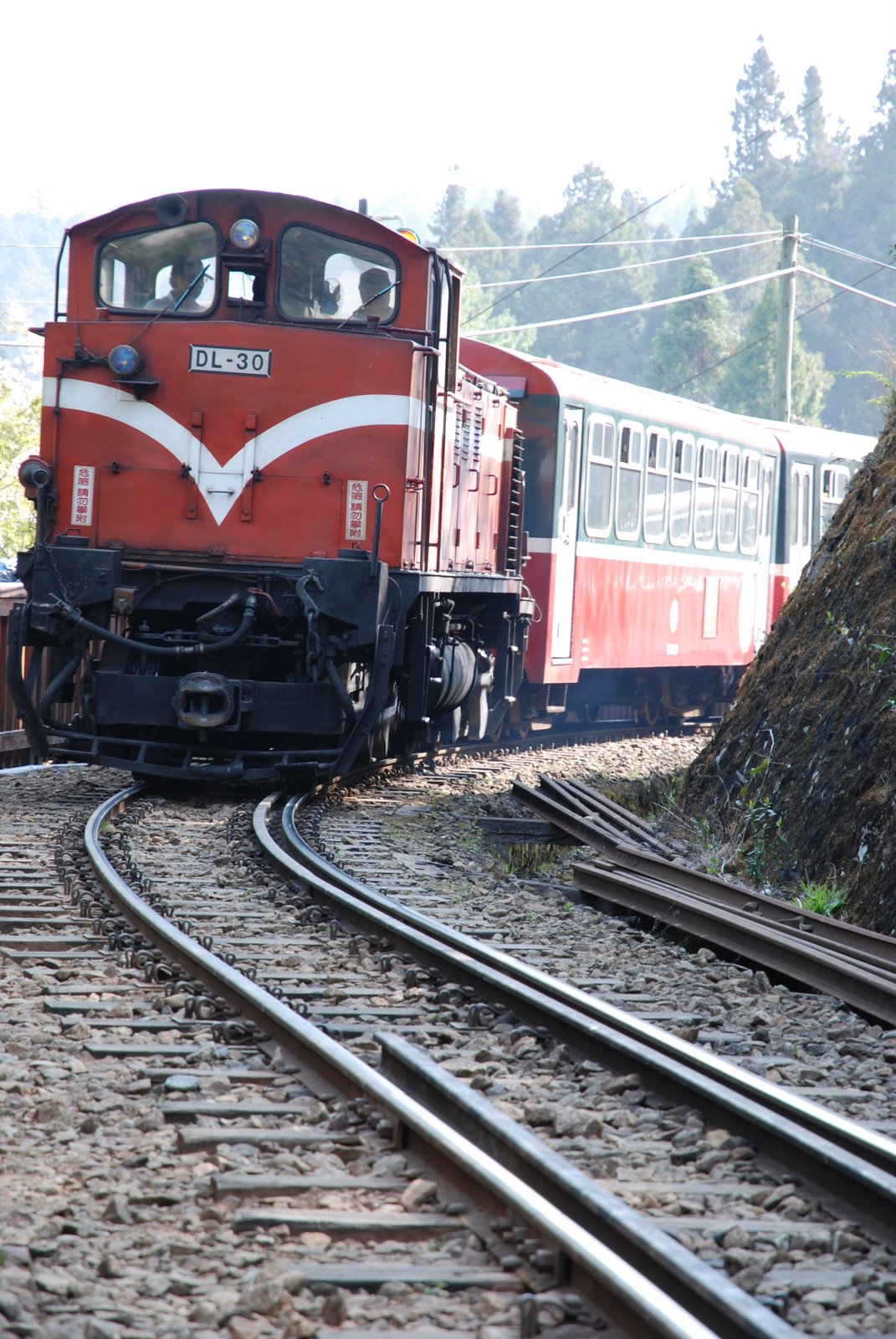
行駛中的DL-30

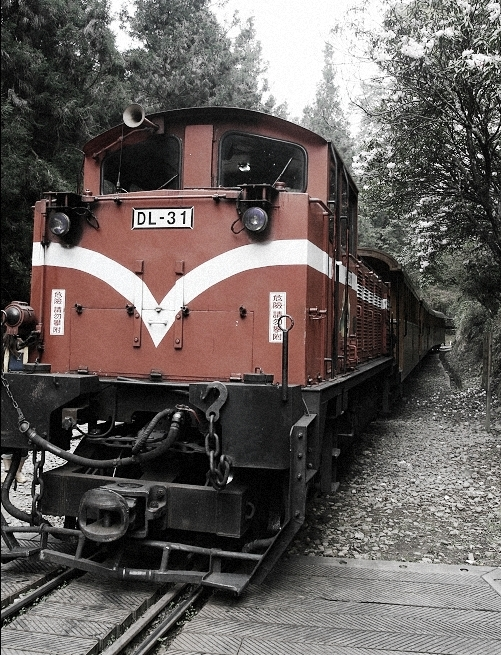
阿里山神木車站的DL-31

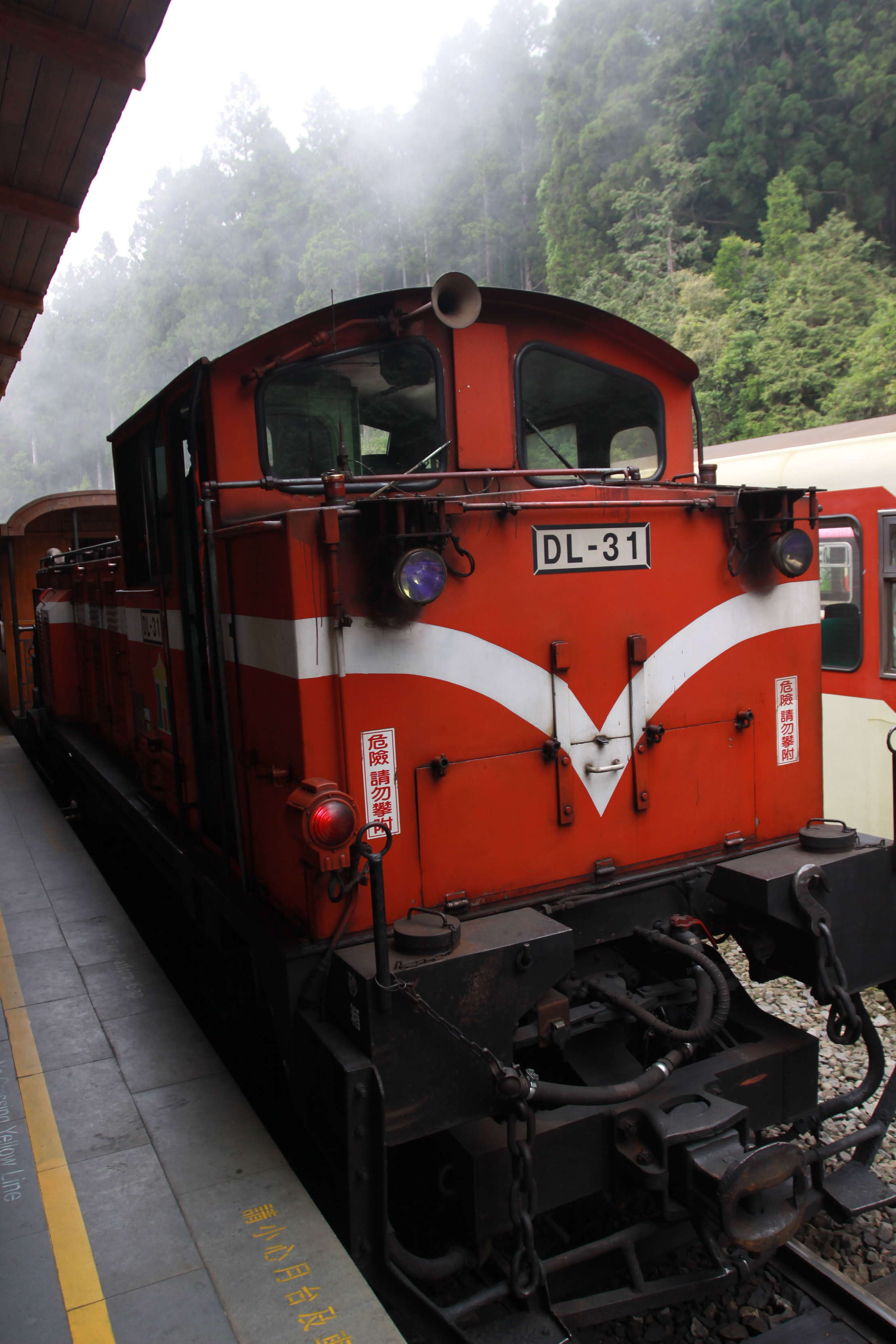
抵達阿里山車站的DL-31

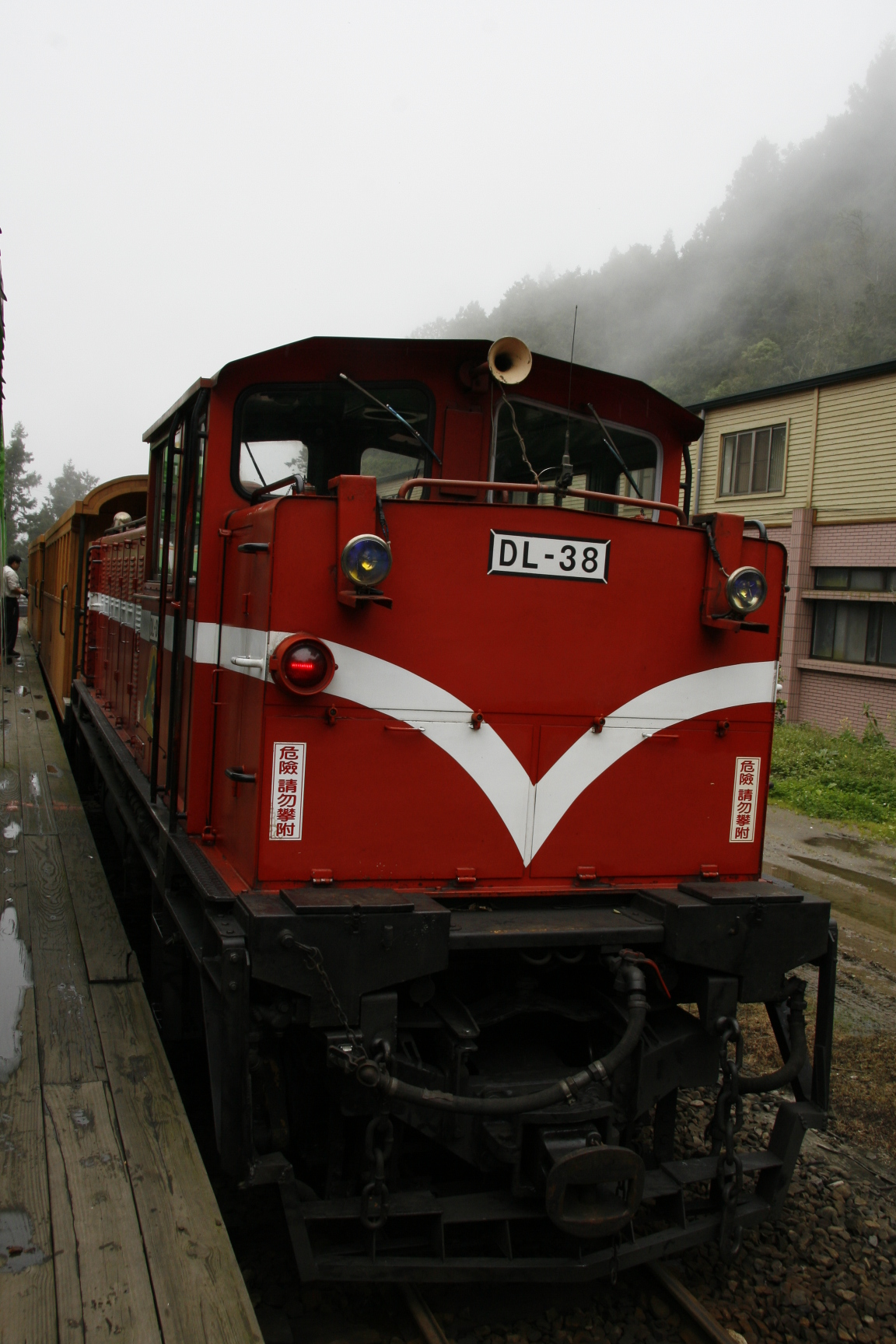
停車的DL-38，最後加入的25噸車型

阿里山25噸級柴油機車是阿里山林業鐵路部分柴油機車的統稱，因其載重為25公噸而得名。製造年代從1953年起至1980年為止，共有六代機種服役於線上，總數最多有18輛。
此型柴油機車曾是阿里山林業鐵路登山本線的主力機種，然而隨著台18線的阿里山公路路段通車造成的營運方向改變，1982年以後開始退至第二線或是移往支線行駛，而將登山本線主力交給了下一代機種阿里山28噸級柴油機車。

## 誕生源起
進入1950年代（民國四十年代）林務局有鑑於原各路線上之Shay式蒸機使用年限已屆四十，達到汰換的年限，決定厲行柴油化。1953年林務局公開招標，此一事多被視為林鐵柴油化啟動的標誌。而1960年台鐵柴油化啟動，1972年台糖鐵路亦趕搭柴油化列車，林鐵於1953年開始引入柴油機車，成為當時全台其他鐵路柴油化的鼻祖。

## 各代機種介紹

### 日本三菱11403-1、11403-2（離合器機械傳動）
此二輛號稱林鐵柴油化的濫觴，1953年11月自日本新三菱重工（今三菱重工）購入25頓級柴油機車，以財產編號編為11403-1、11403-2，採離合器機械傳動。
由於身為「第一代」，亦是林務局在不熟悉適用於林鐵機種為何與缺乏技術與經驗下的產物，因此出現了林鐵史上的稀有族群——由主連桿左右帶動的形式。加上之前林務局購車時對於車頭採購規則所訂標準，幾乎集中於車重、馬力與較短動輪軸距等方面，以符合橋梁載重與最大坡度、最小曲率半徑等限制。之後亦浮現出以下諸多問題：
離合器系統使機車啟動阻力極大，不是引擎熄火，就是造成機車加速時油門過大燒損摩擦板的窘事，使司機等人員避而遠之，延至1970年統計，使用率幾乎不足300‰；此外此型車經由主連桿驅動三動輪，左右轉速一致，故列車一行經彎道，由於外側行程較內側行程多，無法駛內側輪轉速減慢，出現了內側動輪滑動與車身急遽搖晃的狀況。故林務局曾對此進行改造，於車頭前後各加一個「導輪」，並以液壓減震支撐穩定車身，而造就出了林鐵史上的「五軸大妖馬」形象，卻也因此加長了軸距，曲線半徑增加使得11403-1、11403-2從此與山地無緣，只能移作嘉義-竹崎段與18噸級蒸機共同服務平地段的營運或北門修理工廠調車，使用至1970年代末退伍；而雖有改造離合器以提高使用率的計畫，卻始終未能付諸實現。
雖說當年林務局購入此二部火車，動力柴油化首次碰壁，然就經驗而言，此一試驗階段確定了許多可行與不可行的方案，為日後柴油化成功奠定了厚實的基礎。

### 三菱之DL25～DL30
此六輛是使阿里山林鐵揮別蒸機年代，進入柴油化時代的關鍵。柴液機車成為營運主流。
1969年（民國58年），蒸汽火車使用年齡逼近花甲之年，汰換迫在眉睫，柴油化勢在必行。林務局決議一口氣再向新三菱採購六部新銳機種，編號一改過去採財產編號的法則，取柴油機車英文名（Diesel Locomotive）首字命名為DL，並編號為DL-25～DL-30，系統捨棄離合器機械傳動，改裝性能優越的新潟液體變速機，並採車架中心傳動方式。抵台試運轉結果良好，林鐵氣象一新，原先由蒸汽火車擔任的班次一瞬間完全交由這一批新銳機擔當。至此蒸機年代終結，林鐵柴油化正式邁向功成之日。
這一批機種在分類上被列為第三代，除了編號與系統有所改變外，外型延續自第二代機種，連車燈配置也維持前後各一盞。然而隨著使用率大增，為了能在濃霧時段行駛，林務局之後自行於正面與後端左側各加一盞照明燈以提高能見度。此外，塗裝亦是革新，受到中興號客車影響，將前者紅底單白線的配色移植至此六輛，打破自日治時期以來車頭必塗黑的慣例，決定日後新車塗裝的規定。

### 三菱之DL31～DL34

#### DL-32
1985年5月2日，一列由DL-32牽引的砂石載運工程列車在嘉義起點36.26公里處（交力坪和水社寮間）出軌撞上山壁；車長傷重不治，DL-32內燃機車嚴重受損。1993年8月23日，DL-32內燃機車在北門修理工廠因火災焚毀，並隨後報廢拆解。

### O&K之DL35～DL37
1970年代初期，阿里山林業鐵路客貨運需求持續增加（尤其是光復號客運列車），當局因此決定再度添購內燃機車。1972年，日本斷交事件發生；為因應局勢變化，林務局重新開放國際廠商競標，並由西德O&K公司得標、中德貿易公司負責代理。此次訂單共計3輛內燃機車，並分別於1975年5月（DL35）、1976年10月（DL36、DL37）運抵臺灣進行路線測試。
O&K公司及其前身曾經製造過762公厘軌距鐵道車輛（如今日展示於花蓮新城光隆博物館之臺東線LCK31蒸汽機車），但是，由於缺少製作森林鐵路車輛經驗，DL35在經過一再修正後方於1976年初開始加入營運。
此後，這批機車主要被使用於牽引光復號列車與不定期對號快車及平快列車，並偶爾擔當於加班中興號牽引任務及支援貨運列車，直至1980年DL38正式加入營運為止。
該機車頭之外觀特色為其兩側下方之「側板」（遮蓋於轉向架之外）、車頭長端上方之「梯形」凸起等；同時，其牽引力量高達650匹馬力，四對動輪各配置八條灑砂管，控制機構等內部設計也相較其他車種精密。但是，也正是因為其前述特色，再加上發生數起重大事故（很大部分被歸咎於其設計）及保修上遭遇之障礙（與現有體系不相容、零件昂貴且不易取得、設計圖無法取得等），該種車頭於上路後第四年及宣告提早退出主線。
在DL38加入營運後，惟DL36仍偶爾擔當調度車輛任務，其餘二輛則成為“零件車”。

#### 事故
- 1978年（民國六十七年）4月30日，由DL36牽引之加班中興號於嘉義起點24K+200處（多林－十字路）S型彎道發生五節車廂全數翻覆之事故。[1][2]

## 各代機車規格
| 世代   | 製造國與廠商   | 製造年份 | 編號    | 噸數 | 馬力           | 備註                   |
| ------ | -------------- | -------- | ------- | ---- | -------------- | ---------------------- |
| 第一代 | 日本新三菱重工 | 1953     | 11403-1 | 25噸 | 225匹／1400rpm |                        |
| 第一代 | 日本新三菱重工 | 1953     | 11403-2 | 25噸 | 225匹／1400rpm |                        |
| 第二代 | 日本新三菱重工 | 1954     | 11403-3 | 25噸 | 258匹／1400rpm | 為第三代之雛形機       |
| 第二代 | 日本新三菱重工 | 1955     | 11403-5 | 25噸 | 258匹／1400rpm | 為第三代之雛形機       |
| 第三代 | 日本新三菱重工 | 1969     | DL-25   | 25噸 | 523匹／1850rpm |                        |
| 第三代 | 日本新三菱重工 | 1969     | DL-26   | 25噸 | 523匹／1850rpm |                        |
| 第三代 | 日本新三菱重工 | 1969     | DL-27   | 25噸 | 523匹／1850rpm |                        |
| 第三代 | 日本新三菱重工 | 1969     | DL-28   | 25噸 | 523匹／1850rpm |                        |
| 第三代 | 日本新三菱重工 | 1969     | DL-29   | 25噸 | 523匹／1850rpm |                        |
| 第三代 | 日本新三菱重工 | 1969     | DL-30   | 25噸 | 523匹／1850rpm |                        |
| 第四代 | 日本新三菱重工 | 1972     | DL-31   | 25噸 | 523匹／1850rpm |                        |
| 第四代 | 日本新三菱重工 | 1972     | DL-32   | 25噸 | 523匹／1850rpm | 1993年8月 23日大火燒毀 |
| 第四代 | 日本新三菱重工 | 1972     | DL-33   | 25噸 | 523匹／1850rpm |                        |
| 第四代 | 日本新三菱重工 | 1972     | DL-34   | 25噸 | 523匹／1850rpm |                        |
| 第五代 | 西德O&K        | 1976     | DL-35   | 25噸 | 650匹          | 唯一非日系機車頭       |
| 第五代 | 西德O&K        | 1977     | DL-36   | 25噸 | 650匹          | 唯一非日系機車頭       |
| 第五代 | 西德O&K        | 1977     | DL-37   | 25噸 | 650匹          | 唯一非日系機車頭       |
| 第六代 | 日本日本車輛   | 1980     | DL-38   | 25噸 | 510匹／2100rpm | 日本車輛試作機         |

## 1980年之後
1980年，在「大公路主義」狂飆之下，台18線的阿里山公路正式進入阿里山山區。在台鐵列車空調化與鐵路電氣化的趨勢壓迫下，林務局推出空調列車班次。在林務局營運計畫走向空調列車下，遂造就了新一批附有冷氣空調電源的機關車，缺乏空調電源的舊型機，而且是此時仍在服役者幾乎只能移往支線生存，或是於旅遊旺季時擔任加班班次用車，因此後期阿里山機車庫幾乎成了它們晚年的歸宿。然而自1991年起僅存211與212「不定期平快」仍為非空調班次，而此加班班次即為25噸級最後能在本線登場的機會。
雖說阿里山號客車當中之後出現了附有空調電源的「電源供應客車」使這批元老有過牽引阿里山號的紀錄，但由於使用年齡已高（第三代型使用已屆而立之年），在不久的將來可能會走入歷史。

## 現況
進入21世紀，此一族群有的仍於線上服役，有的已位居退休機行列。以下是目前已確定之現存機一覽：

### 服役中
- 阿里山機車庫所屬：
  - DL-25
  - DL-28
  - DL-29
  - DL-30
  - DL-31
- 嘉義北門機車庫所屬
  - DL-33
  - DL-34(出借英國韋爾什普爾與蘭菲爾窄軌鐵路 )
  - DL-38

### 靜態保存
- 11403-1：北門車庫
- 11403-2：北門車庫
- 11403-3：沼平車站外展示場
- 11403-5：北門車庫
- DL-26：北門車庫
- DL-27：竹崎車站
- DL-35：北門車庫
- DL-36：北門車庫
- DL-37：北門車庫